# Kodak Black

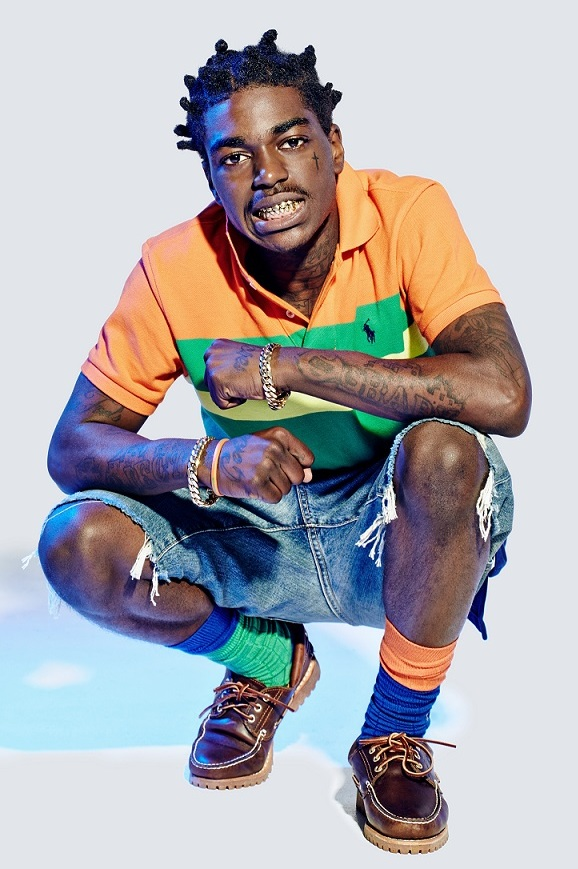
Kodak Black (2016)

Kodak Black (* 11. Juni 1997 in Pompano Beach, geboren als Dieuson Octave, bürgerlicher Name 2018 geändert in Bill K. Kapri) ist ein US-amerikanisch-haitianischer Rapper.

## Leben und Karriere

### Kindheit und Jugend
Kapri wuchs ohne Vater im sozialschwachen Wohnungsbauprojekt Golden Acres in Pompano Beach, Florida auf. Seine alleinerziehende Mutter ist Haitianerin. Kapri schrieb bereits im Grundschulalter seinen ersten Raptext. Er begann zu rappen, als er in der fünften Klasse war. Im Alter von elf oder zwölf Jahren wurde Kapri Mitglied der Rapgruppe Brutal Yungenz aus Pompano Beach.
Ab 2009 legte er sich als Rapper eigene Pseudonyme zu, unter anderem die Künstlernamen J-Black, Duffle Black, Black und Lil Black – vor allem auf Veröffentlichungen der Brutal Yungenz. Kapris Jugend in Golden Acres war von Konflikten, Armut, Gewalt und Drogenabhängigkeit geprägt. In der fünften Klasse wurde er aufgrund einer Prügelei von seiner Schule verwiesen. In der Folge blieb er der Schule häufig fern, verdiente auf verschiedene Weise Geld, unter anderem durch den Verkauf von Drogen, und geriet häufig mit dem Gesetz in Konflikt. Im Zeitraum seines Besuches der Middle School wurde er aufgrund eines Autodiebstahls festgenommen. Des Weiteren war er drei Mal im Jugendstrafanstalten. Nachdem sich die Gruppe Brutal Yungenz aufgelöst hatte, veröffentlichte Kapri ab 2012 Musik über seinen eigenen YouTube-Kanal.

### Künstlerische Aktivitäten und Konflikte mit dem Gesetz

#### 2012 bis 2015; Musikalische Entwicklung bisProject Baby
Nachdem er der Social-Media-Plattform Instagram beitrat änderte er seinen Künstlernamen zu Kodak Black. Als Octave im Dezember 2013 erneut in Konflikt mit dem Gesetz geraten war und sich in Haft befand, erhielt er Unterstützung vom Geschäftsführer des Musiklabels Dollaz And Dealz. Das Label zahlte die Anwaltskosten und bewahrte Kodak Black so vor einer möglicherweise drohenden lebenslangen Haft. Stattdessen bekam er lediglich eine dreijährige Bewährungsstrafe. Nach seiner Freilassung unterschrieb Octave einen Künstlervertrag bei Dollaz And Dealz. Das Label veröffentlichte im Dezember 2013 sein Debütmixtape Project Baby. In der Folge veröffentlichte Kapri weiterhin Musikvideos über YouTube. Das Video zu dem bis dato unveröffentlichten Song No Flockin erreichte innerhalb kürzester Zeit zahlreiche Aufrufe und stellte seinen Durchbruch dar, nachdem er auf mehreren Radiosendern gespielt wurde, unter anderem auf OVO Sound des kanadischen Popstars Drake. Der Song erschien schließlich auf dem im Dezember 2014 veröffentlichten Mixtape Heart of the Projects, das erneut über Dollaz And Dealz erschien. Dieses Mixtape enthielt darüber hinaus den Song Skrt, der ebenfalls ein Hit wurde, nachdem Kylie Jenner und erneut Drake Videos auf Instagram veröffentlichten, in denen sie den Song hören. Infolgedessen wurde er im Jahr 2015 als kommender Star gehandelt.
Im Oktober 2015 wurde Kapri nach einer Verfolgungsjagd in Pompano Beach, Florida festgenommen. Die Vorwürfe lauteten Besitz von Cannabis, ein Raubüberfall sowie das Fahren mit ungültigem Führerschein. Er wurde jedoch auf Kaution freigelassen. Im Dezember 2015 veröffentlichte Octave über Dollaz And Dealz sein drittes Mixtape Institution.

#### Ab 2016; Studioalben, wiederholte Festnahmen und Vergewaltigungsvorwürfe
Im Jahr 2016 wurde Kodak Black Teil der XXL Freshman Class, eine Auswahl der vielversprechendsten Rapper des renommierten Hip-Hop-Magazins XXL. Im Mai desselben Jahres wurde er jedoch in Hallandale Beach, Florida erneut festgenommen. Diesmal lauteten die Vorwürfe: Raubüberfall, Freiheitsberaubung, der illegaler Schusswaffen- und Marihuanabesitz sowie, der Versuch sich der Polizei durch Flucht zu entziehen und das Fahren mit ungültigen Führerschein. Trotz seines Gefängnisaufenthalts erschien sein viertes Mixtape über Dollaz and Dealz, Lil B.I.G. Pac, wie angekündigt am 11. Juni 2016, Octaves 19. Geburtstag. Nachdem es im August 2016 zunächst hieß, Octave werde in absehbarer Zeit aus dem Gefängnis entlassen, wurde im September bekannt, dass er aufgrund noch ungeklärter Vorwürfe sexueller Belästigung zunächst inhaftiert bleibt. Erst 2021 bekannte sich Kapri, im Rahmen eines Deals mit der Gegenseite der sexuellen Nötigung und Körperverletzung für schuldig. Er gab jetzt zu, 2016 in einem Hotel in South Carolina, eine Minderjährige bedrängt, entkleidet, geschlagen und gebissen zu haben. Dennoch behauptete er, im Gegensatz zur Geschädigten, sie nicht vergewaltigt zu haben.
Kodak Black wurde nun in einem Atemzug mit gewalttätigen Rapper-Kollegen genannt, darunter XXXTentacion, der mehrfach seine schwangere Freundin verprügelt hatte und YoungBoy Never Broke Again, dessen Übergriff auf seine Freundin in einem Hotelflur auf Video aufgezeichnet wurde, was ihm eine Anklage wegen schwerer Körperverletzung einbrachte. Berichte über die Übergriffe führten zu einer öffentlichen Debatte, der sich auch die Fans der jeweiligen Rapper nicht entziehen konnten. Obwohl die HipHop-Kult schon immer durch „junge, kontroverse Künstler“ geprägt wurde, die sich offen zu ihrem Drogenkonsum und möglicherweise einer kriminellen Jugend bekannte, bezog auch ein Teil der Medien jetzt Position. 
Ein Konzertveranstalter klagte auf Schadensersatz, nachdem Kapri weder zu seinem für den 3. März 2017 angekündigten Auftritt in New York erschienen war, noch zu zwei anschließen anberaumten Ersatzterminen.
Am 31. März 2017 erschien sein Debütalbum Painting Pictures. Im Juni 2017 haben seine Singles Tunnel Vision und No Flockin den Platin-Status erreicht. Gleichzeitig ist es die erste Platin-Auszeichnung die Kodak Black für seine Musik verliehen bekommen hat.
Im Januar 2018 wurde Kapri in seinem Haus in Florida festgenommen, nachdem er sich auf einem Instagram-Livestream mit einem Kleinkind, Drogen und einer Waffe gezeigt hatte. Ihm wird neben illegalem Drogenbesitz und Kindesverwahrlosung auch der Verstoß gegen Bewährungsauflagen vorgeworfen.
Im Gefängnis holte Kapri im Sommer 2018 seinen Schulabschluss nach, indem er den General Educational Development Test bestand.
Sein zweites Studioalbum Dying to Live wurde am 14. Dezember 2018 veröffentlicht.
Das Jahr 2019 brachte Kapri erneut eine Reihe von Verhaftungen ein, unerlaubter Drogen- und Waffenbesitz am 17. und 24. April sowie am 11. Mai. Ihm drohten bis zu zehn Jahre Haft. Seine Kooperation mit dem Gericht sah vor, dass er sich erneut zu den Vergewaltigungsvorwürfen aus dem Jahr 2016 äußern musste. Er räumte ein die junge Frau genötigt, gebissen und geschlagen zu haben. Er wurde zu insgesamt 3 Jahren und 10 Monaten Haft verurteilt, die er im Hochsicherheitsgefängnis United States Penitentiary Big Sandy, im Martin County, Kentucky antrat. Offiziell lautete der Grund für seine Verurteilung, am 11. März 2020, wiederholte Falschaussage hinsichtlich seines Vorstrafenregisters, mit dem Ziel des illegalen Waffenerwerbs in Florida.
Sein drittes Album Bill Israel erschien am 11. November 2020, während er sich noch im Hochsicherheitsgefängnis United States Penitentiary, Thomson befand.

#### Ab 2021, nach der Begnadigung durch Donald Trump
Am 20. Januar 2021 wurde er vom scheidenden Präsidenten Donald Trump begnadigt, der den Großteil seiner 46-monatigen Haftstrafe auf Bewährung aussetzt. Nach der Entlassung hat sich Kapri den Namen seines Anwalts Bradford Cohen auf seinen Mittelhandknochen tätowiert. Cohen ist großer Trump-Unterstützer und hat auch unter anderem Lil Wayne während des Begnadigungsprozesses vertreten.
Mitte 2021 musste sich Kodak Black, nachdem er durch einen Drogentest gefallen war, einer 90-tägigen Entzugskur unterziehen. Da er mehrfach gegen seine Bewährungsauflagen verstoßen hatte und ihm der Konsum von Cannabis und Ecstasy nachgewiesen worden waren, hätte er sonst zurück ins Gefängnis gemusst. Nach dem Entzug gab er an jetzt „clean and sober“ zu sein.
Am Valentinstag 2022 wurde bekannt gegeben, dass Kodak Black zu den vier Männern zählte, die in West Hollywood, im Los Angeles County nach einer Aftershowparty Justin Biebers angeschossen worden waren. Die Schüsse fielen nach einer körperlichen Auseinandersetzung nahe dem Veranstaltungsort, einem Restaurant, als Kodak einem seiner Begleiter zu Hilfe eilte. Nach Angaben seines Anwaltes wurde er nur am Bein getroffen und befand sich zu keiner Zeit in Lebensgefahr. Presseberichten zufolge war Kodak nur eine Nacht im Krankenhaus. Die anderen drei Opfer überlebten ihre Verwundungen ebenfalls. Der Tatverdächtige konnte nicht gefasst werden.

## Stil und Rezeption
Kodak Blacks Texte sind von seiner Jugend und Herkunft geprägt. Er selbst bezeichnet seinen Stil als Project Music, da er mit dem Leben in den Wohnbauprojekten untrennbar verbunden ist. Während er zu Beginn seiner Karriere vor allem seine Ziele und seine Vorstellung der Zukunft behandelte, artikuliert er auf seinem letzten Mixtape Lil B.I.G. Pac den konstanten Zustand der Sorge, den das Leben in einer von Armut geprägten Umwelt mit sich bringen kann. Kodak Blacks musikalischer Stil ist von Rappern beeinflusst, die er in seiner Jugend hörte, insbesondere Boosie Badazz wird häufig als Inspiration genannt. Die meisten von Kodak Black verwendeten Instrumentals unterscheiden sich von denen anderer Rapper aus den Südstaaten seiner Generation und erinnern eher an Veröffentlichungen von Boosie Badazz oder Lil Wayne aus den 2000ern. Kodak Black hat bislang wenig direkt mit Produzenten und Instrumentalisten zusammengearbeitet, sondern die meisten Beats über Twitter angefragt. Als Erkennungsmerkmal der Musik von Kodak Black gelten daher nicht seine häufig sehr unterschiedlichen Instrumentals, sondern seine spitze aber melodische Stimme. Der Journalist Lawrence Burney sieht in Kodak Black eine wichtige Stimme, die die Erfahrungen der Schwarzen in Amerika repräsentiert.

## Diskografie
StudioalbenKodak Black/Diskografie